# Rudolf Sinner
Rudolf Sinner (1915 - ) foi um oficial austríaco que serviu durante a Segunda Guerra Mundial. Foi condecorado com a Cruz Germânica em ouro. Alcançou um total de 39 vitórias aéreas confirmadas em 305 missões de combate.

## Carreira

### Condecorações
| Cruz de Ferro 2ª Classe                      |
| Cruz de Ferro 1ª Classe                      |
| Cruz Germânica em Ouro 27 de outubro de 1942 |